# کیوسا سلافانی
کیوسا سلافانی (به ایتالیایی: Chiusa Sclafani) یک کومونه در ایتالیا است که در استان پالرمو واقع شده‌است.

## خصوصیات
کیوسا سلافانی ۵۷٫۴ کیلومترمربع مساحت و ۳٬۲۲۴ نفر جمعیت دارد.